# Biserica reformată din Pănet
Biserica reformată din Pănet este un lăcaș de cult aflat pe teritoriul satului Pănet; comuna Pănet. Poarta de lemn a bisericii reformate din Pănet este monument istoric. În Repertoriul Arheologic Național, monumentul apare cu codul 118708.02.

## Localitatea
Pănet (în maghiară Mezőpanit) este satul de reședință al comunei cu același nume din județul Mureș, Transilvania, România. Prima menționare documentară a satului Pănet este din anul 1332, cu numele Pambus. În Evul Mediu a fost un sat catolic, dar după Reforma Protestantă a fost transformat într-un sat reformat în secolul al XVI-lea. 

## Biserica
Biserica reformată a fost construită în stil gotic în secolul al XV-lea și ulterior extinsă de mai multe ori, dar sanctuarul s-a păstrat în forma sa originală. În 1792, partea vestică a fost extinsă și s-a adăugat un turn de piatră în locul clopotniței de lemn, menționată în 1633.
Între 2019-2020 enoriașii parohiei au renovat biserica și au construit un transept pentru a crește numărul locurilor disponibile de la 400 la 650. În urma lucrărilor de modernizare s-a creat o nouă intrare principală în stil neogotic și s-a amenajat o clopotniță de lemn în curte.

## Vezi și
- Pănet, Mureș
- Biserica de lemn din Pănet
- Comuna Pănet, Mureș

## Imagini din exterior

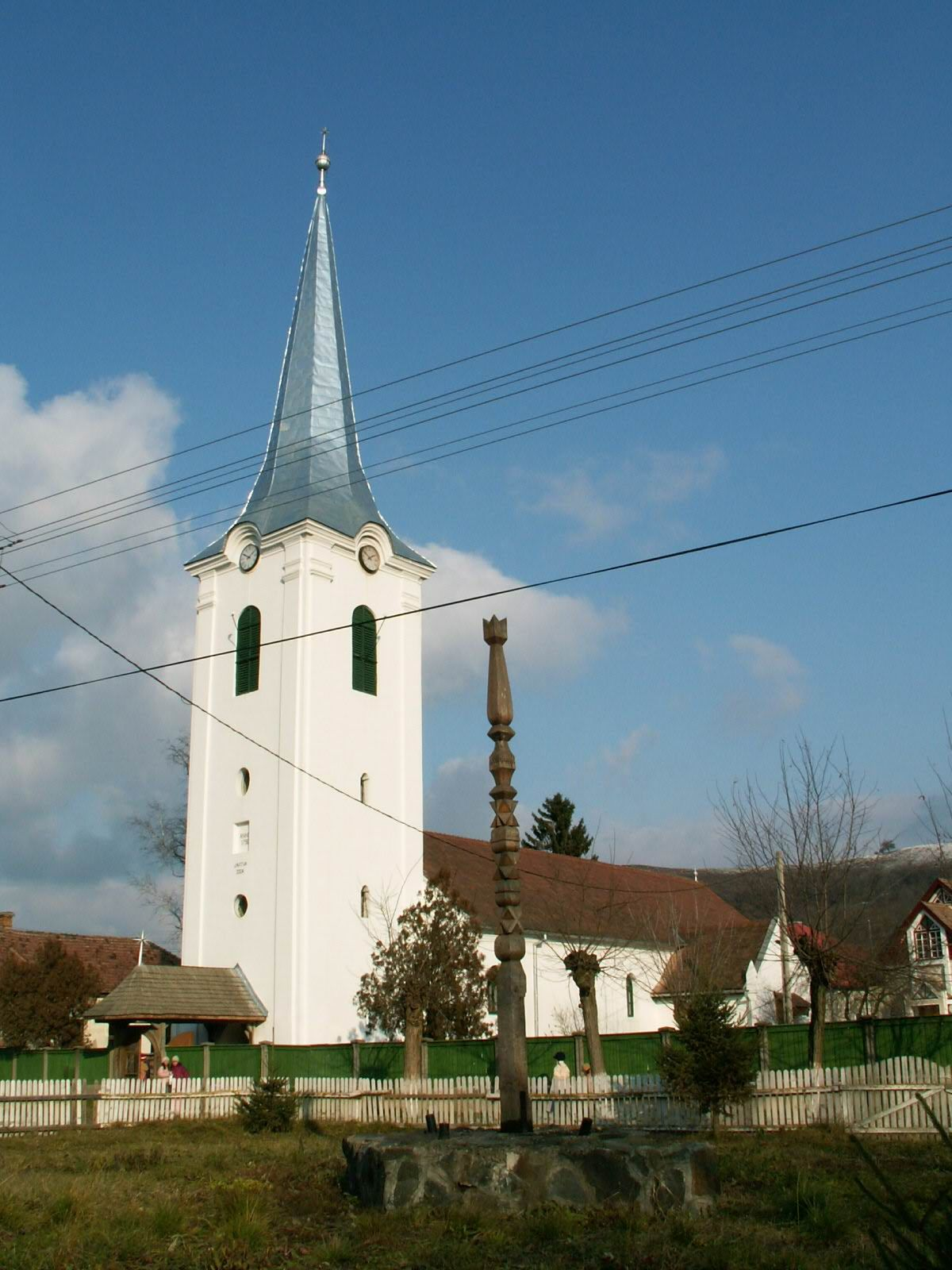
Biserica înainte de renovarea din 2020
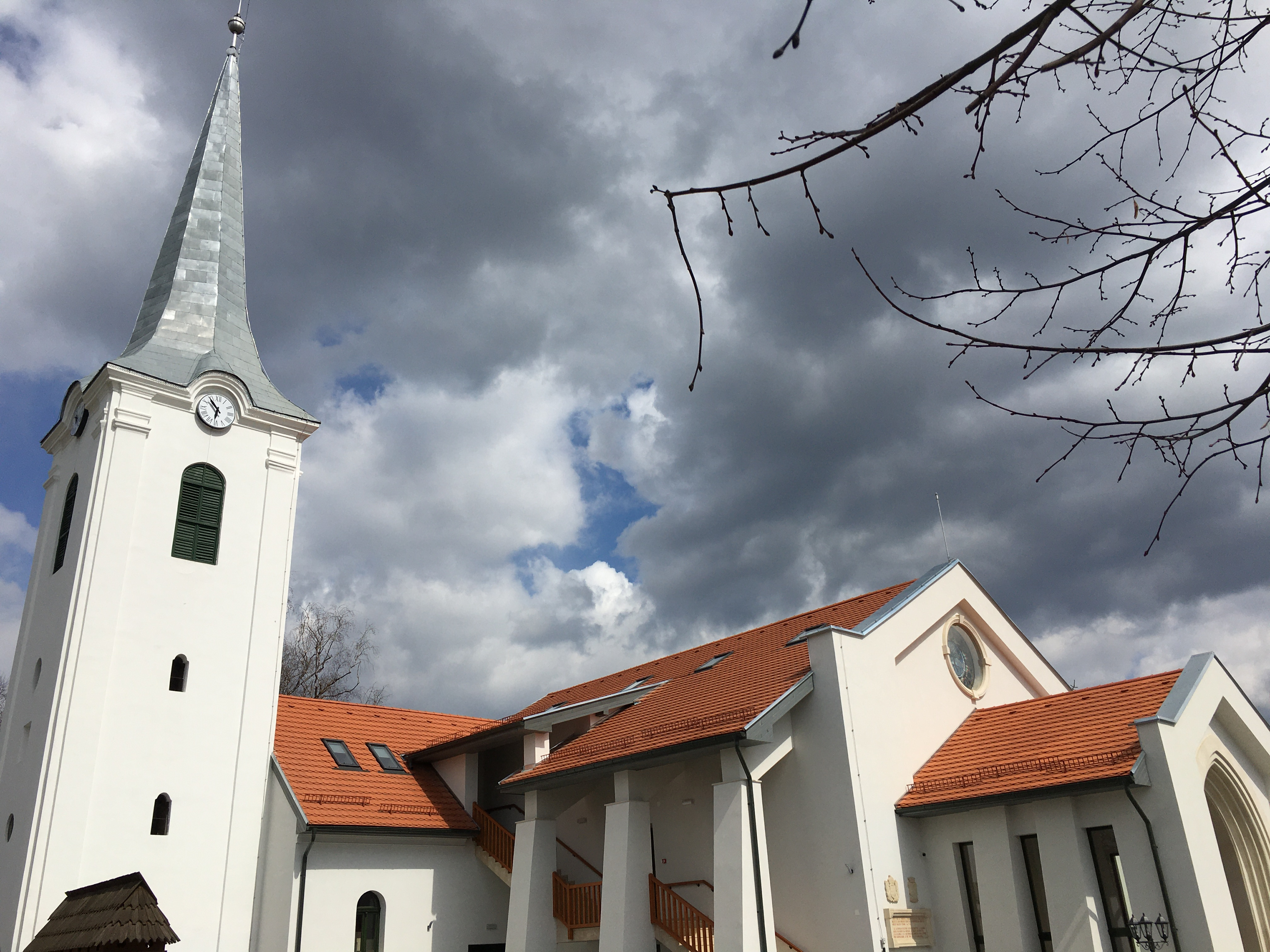
Biserica după renovarea din 2020
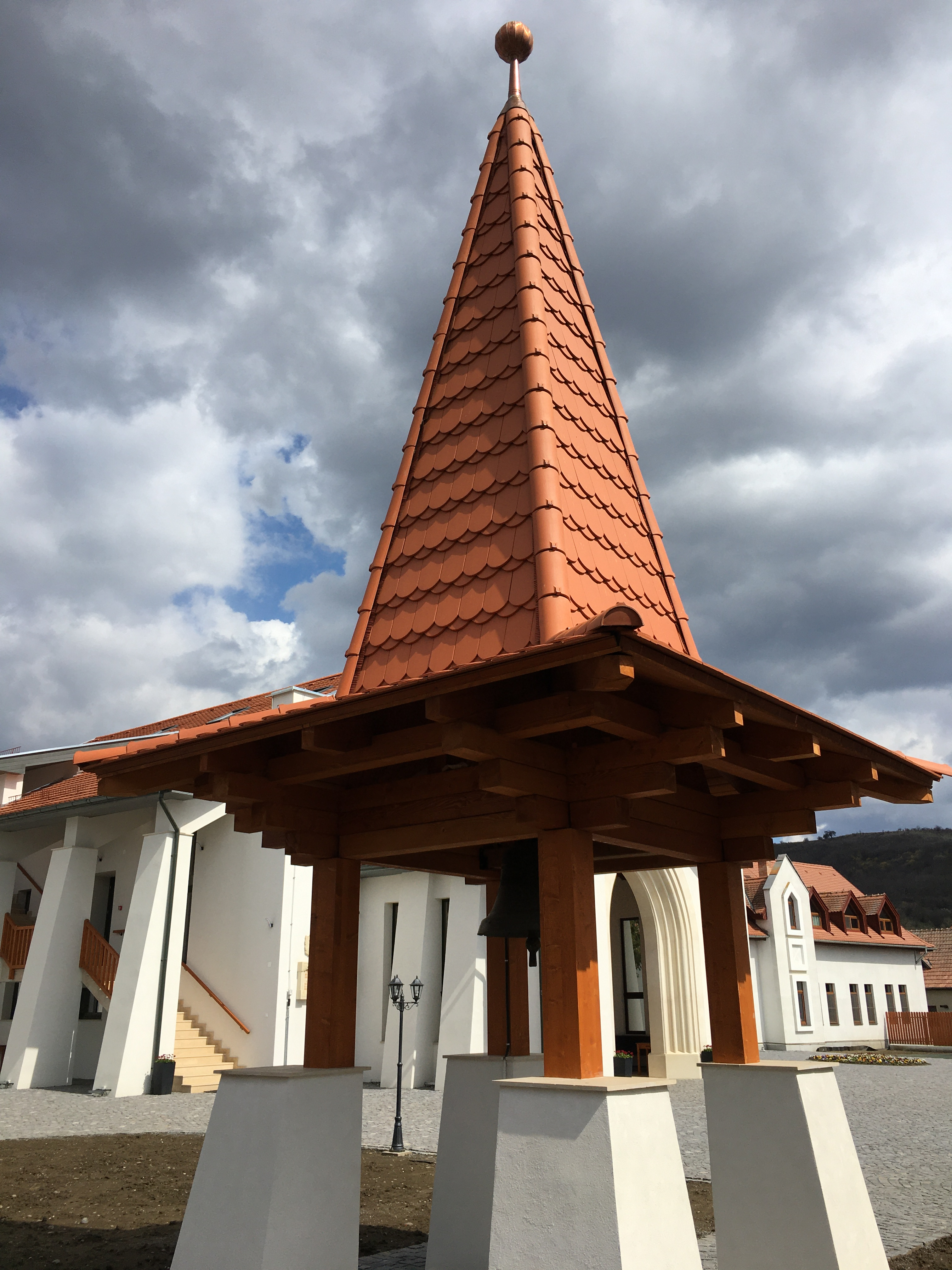
Noua clopotniță de lemn
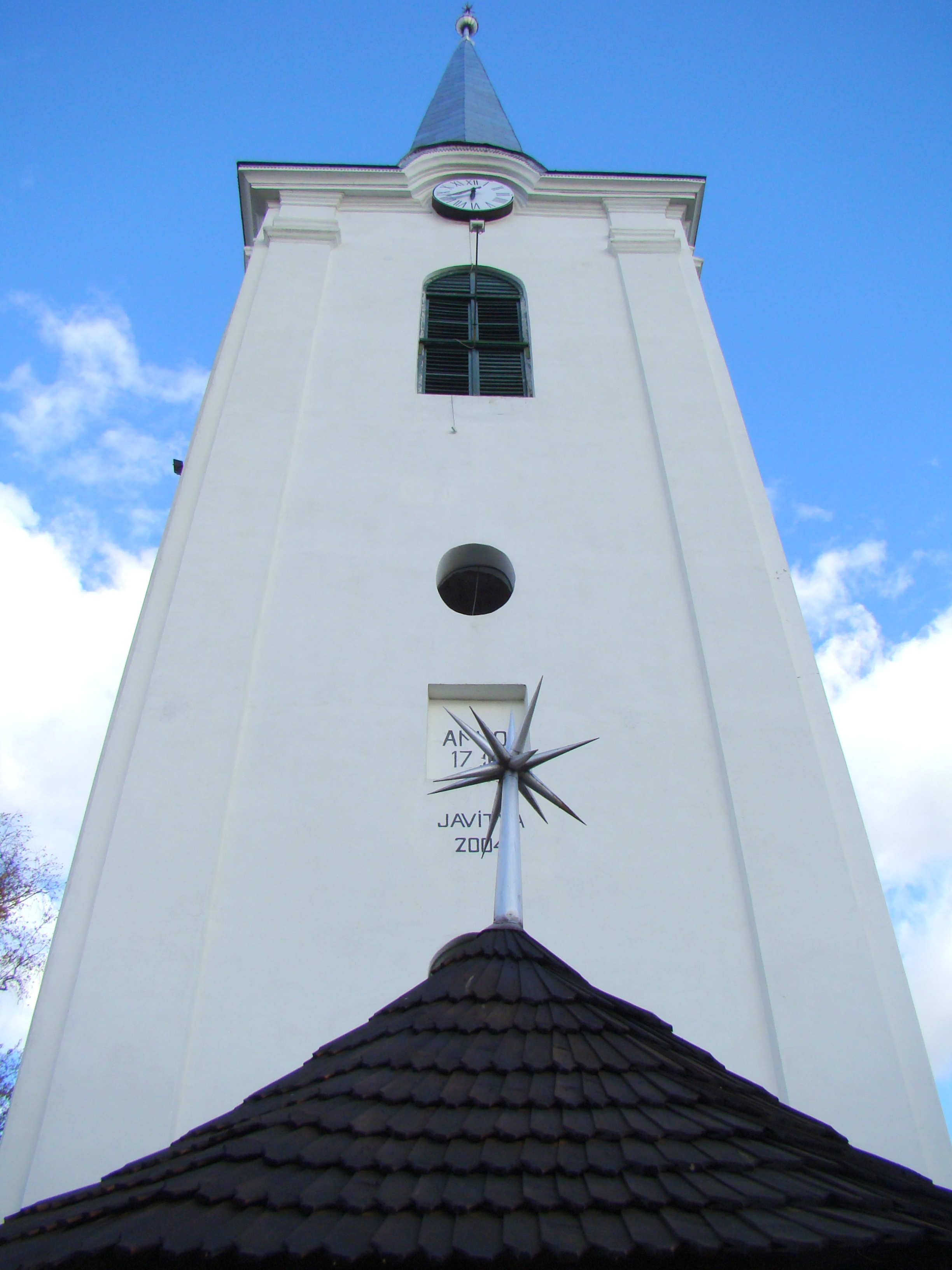
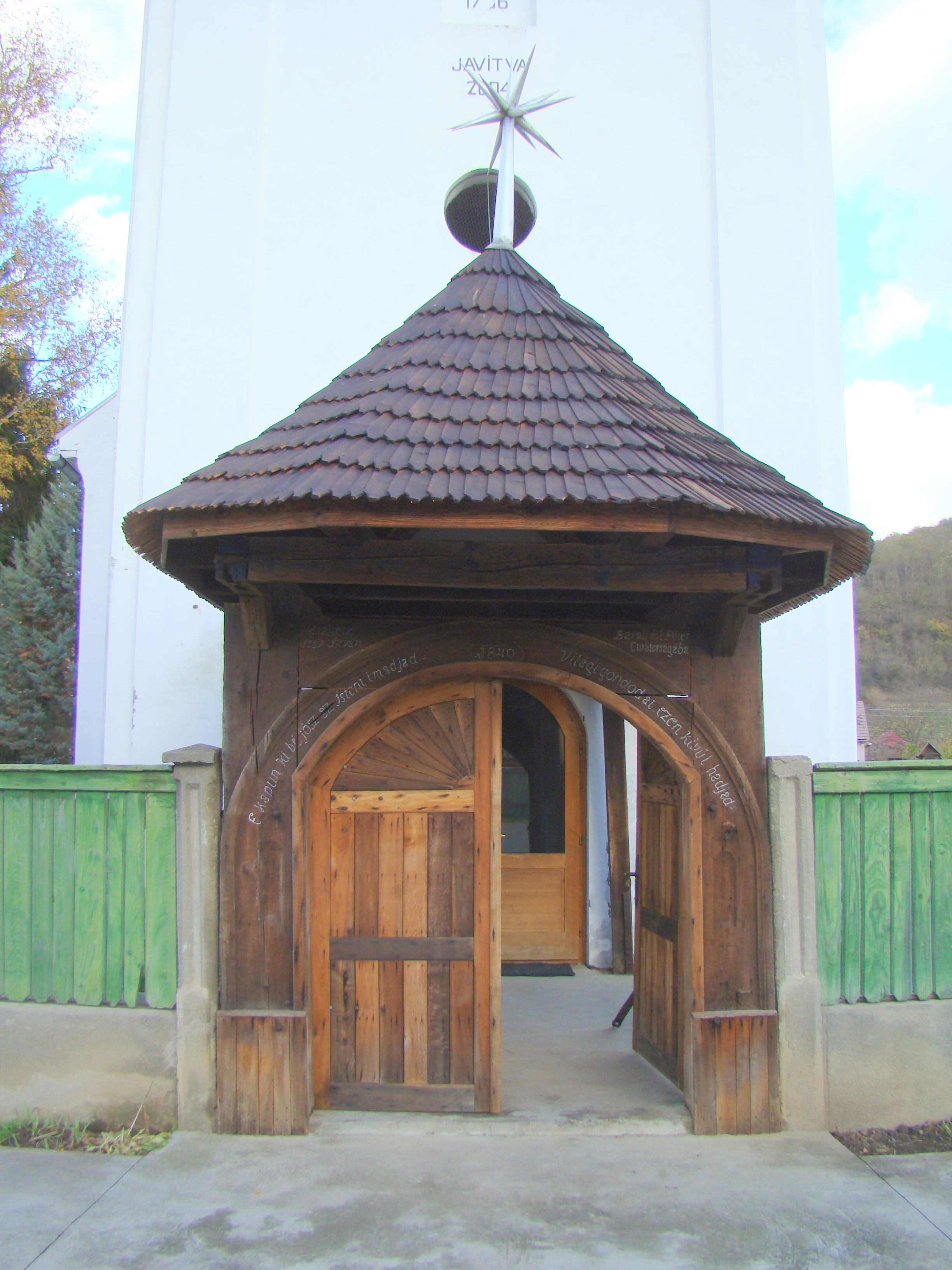
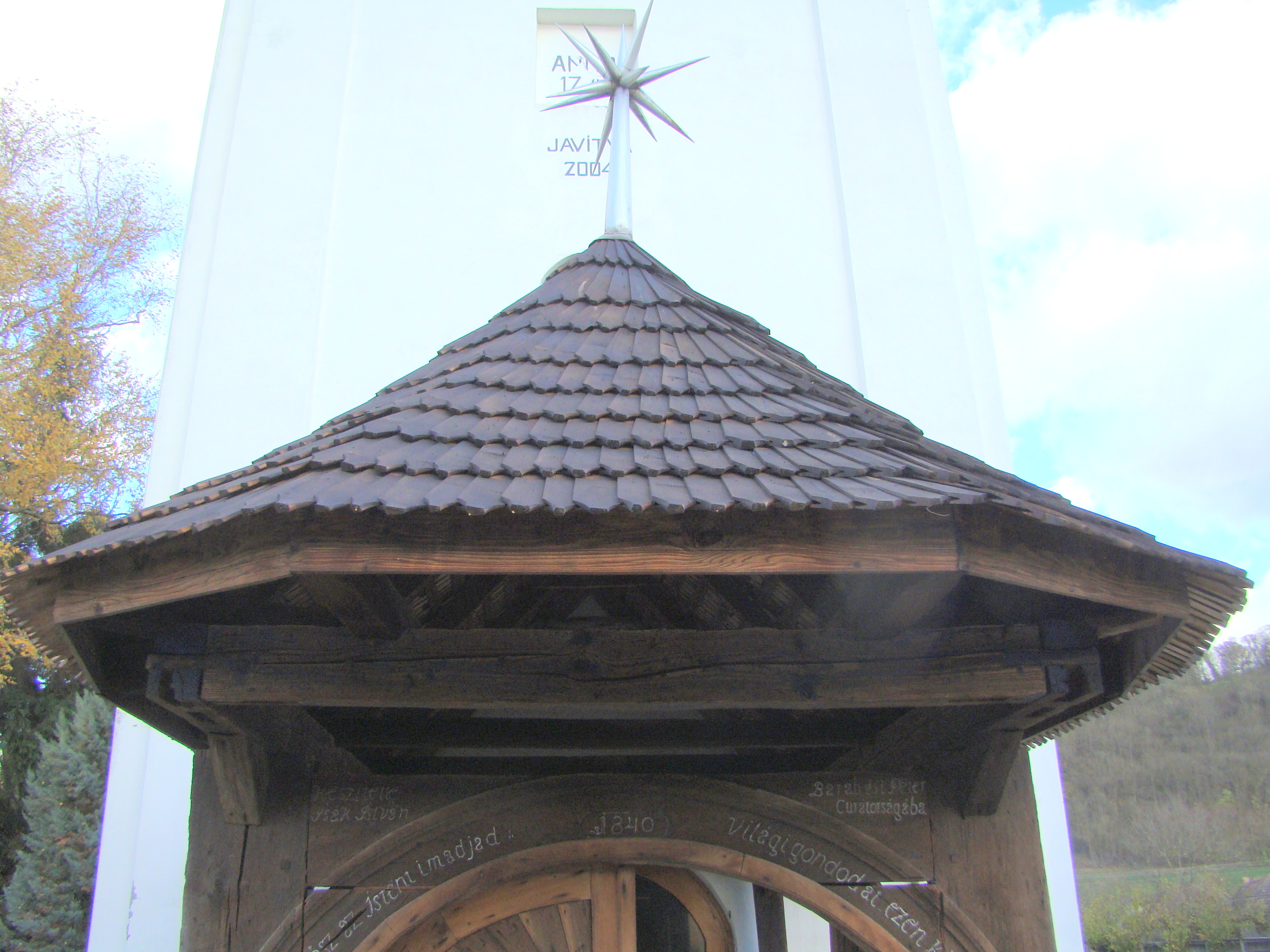
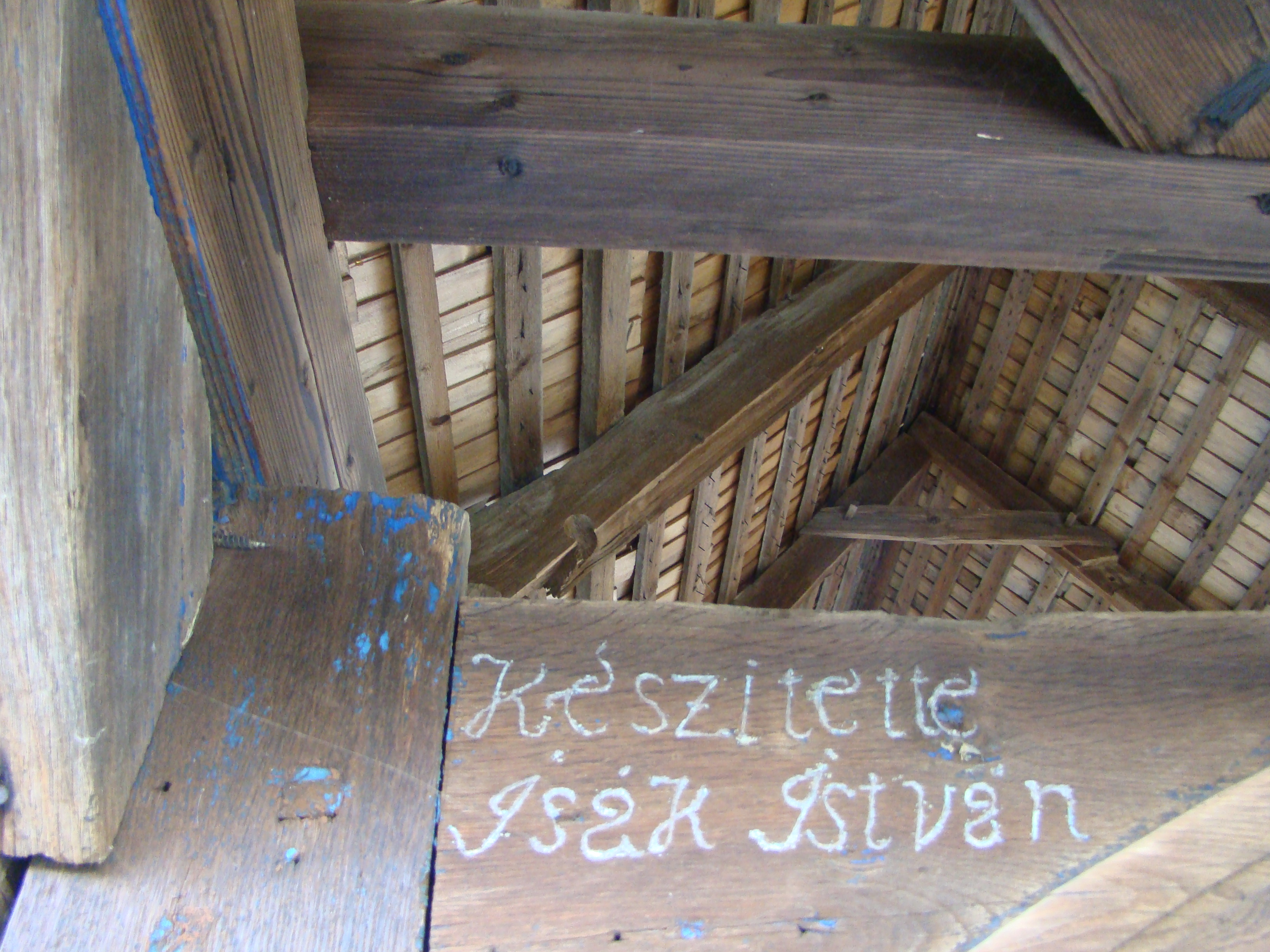
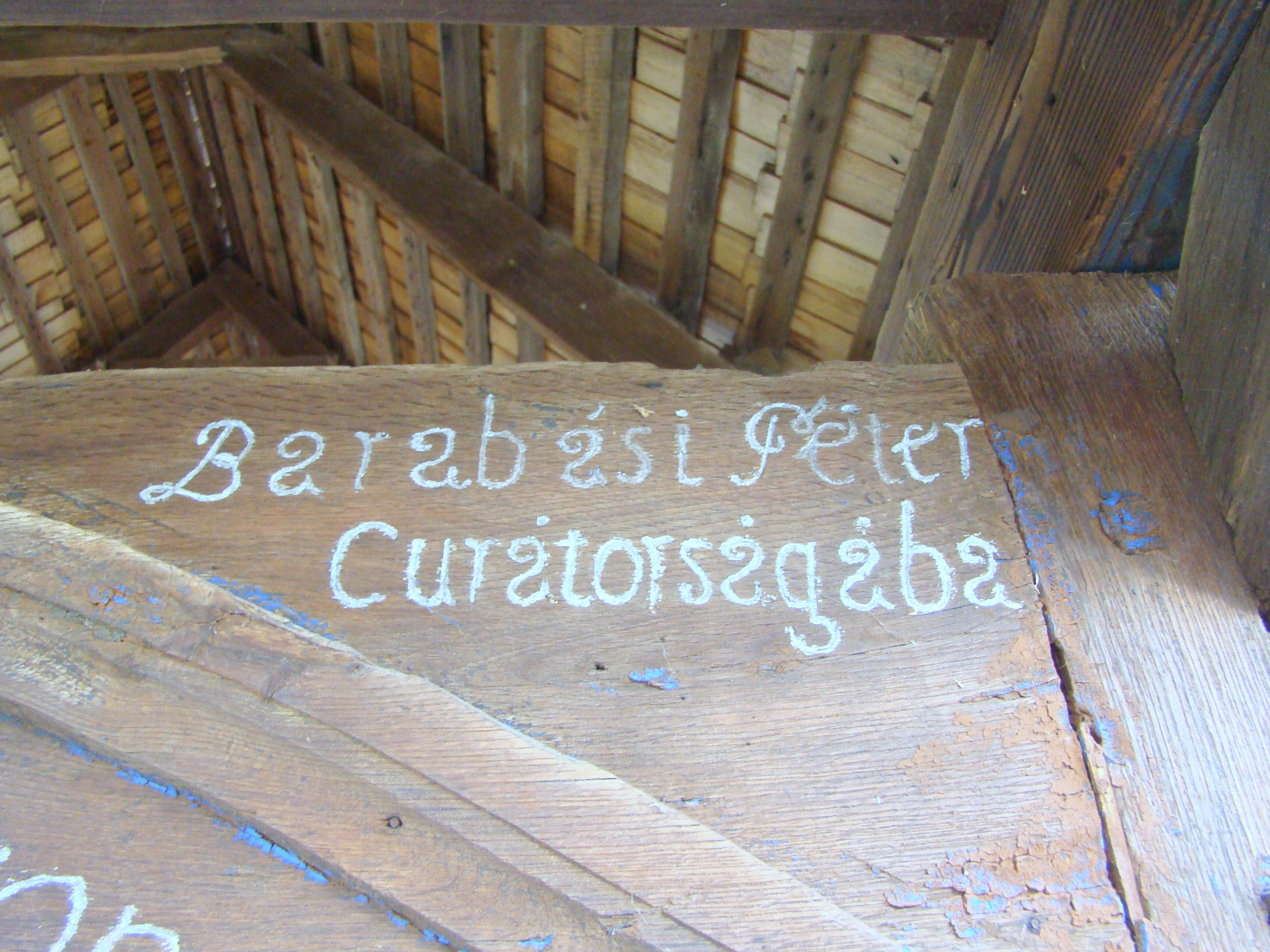
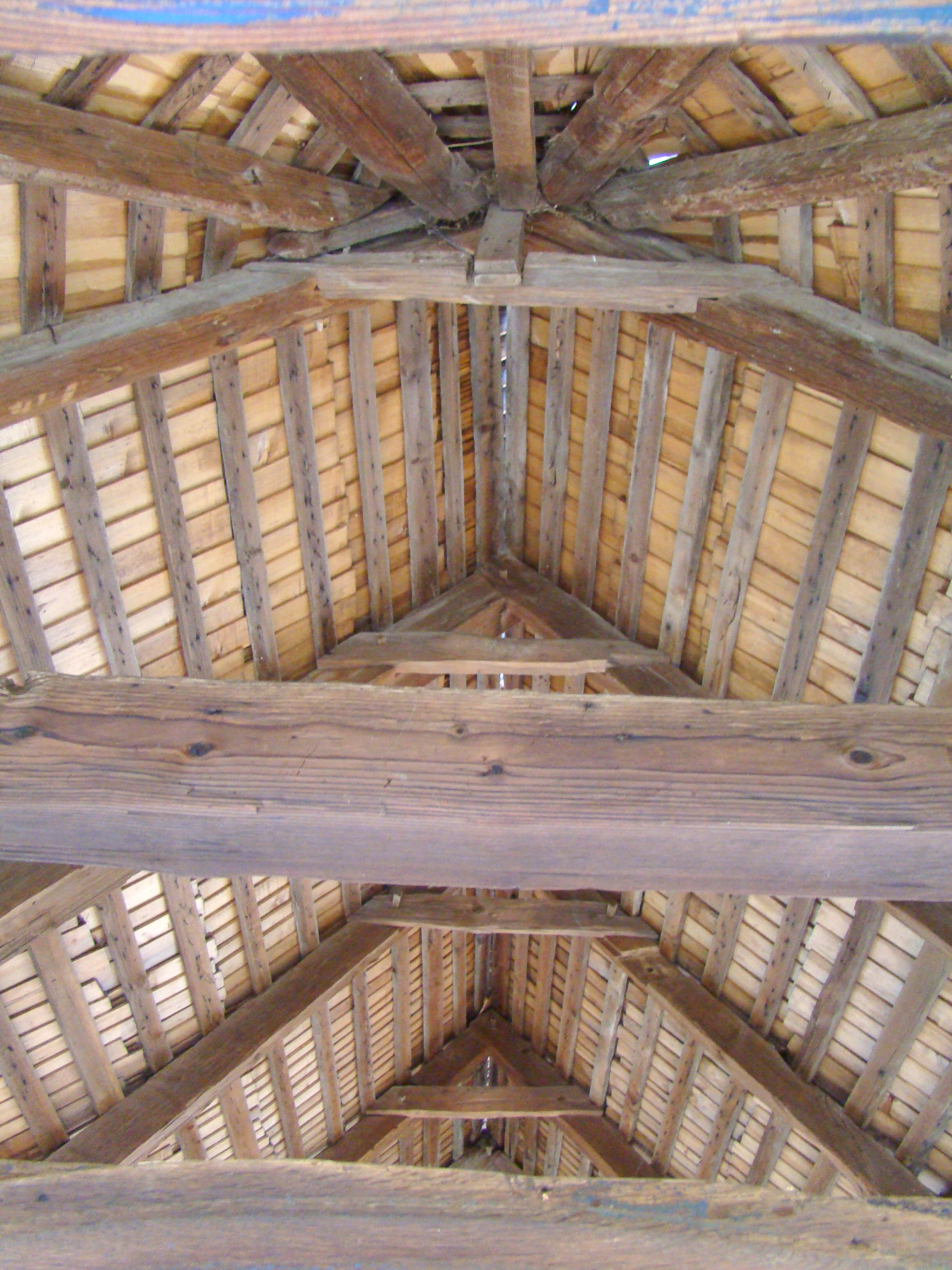
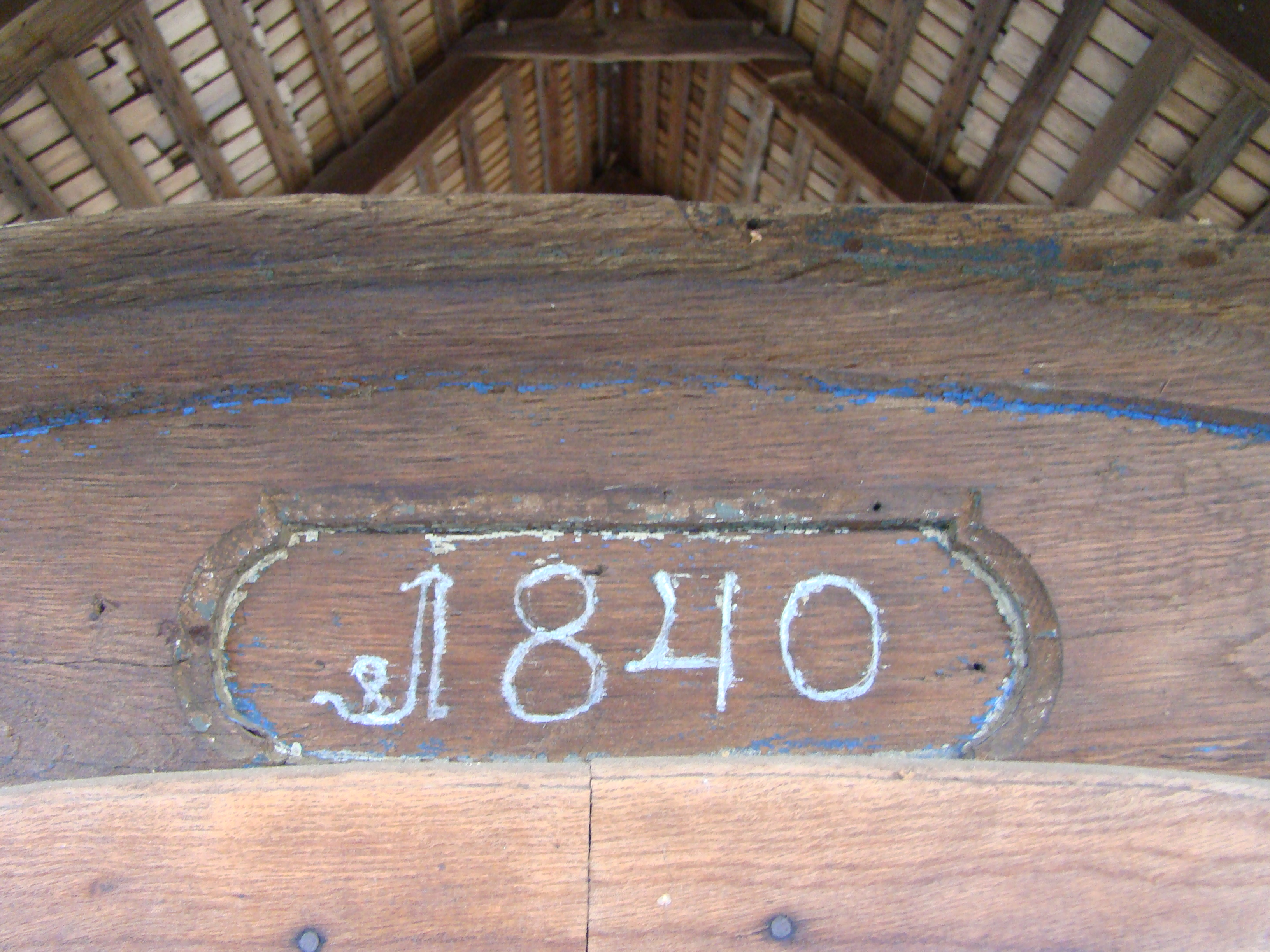
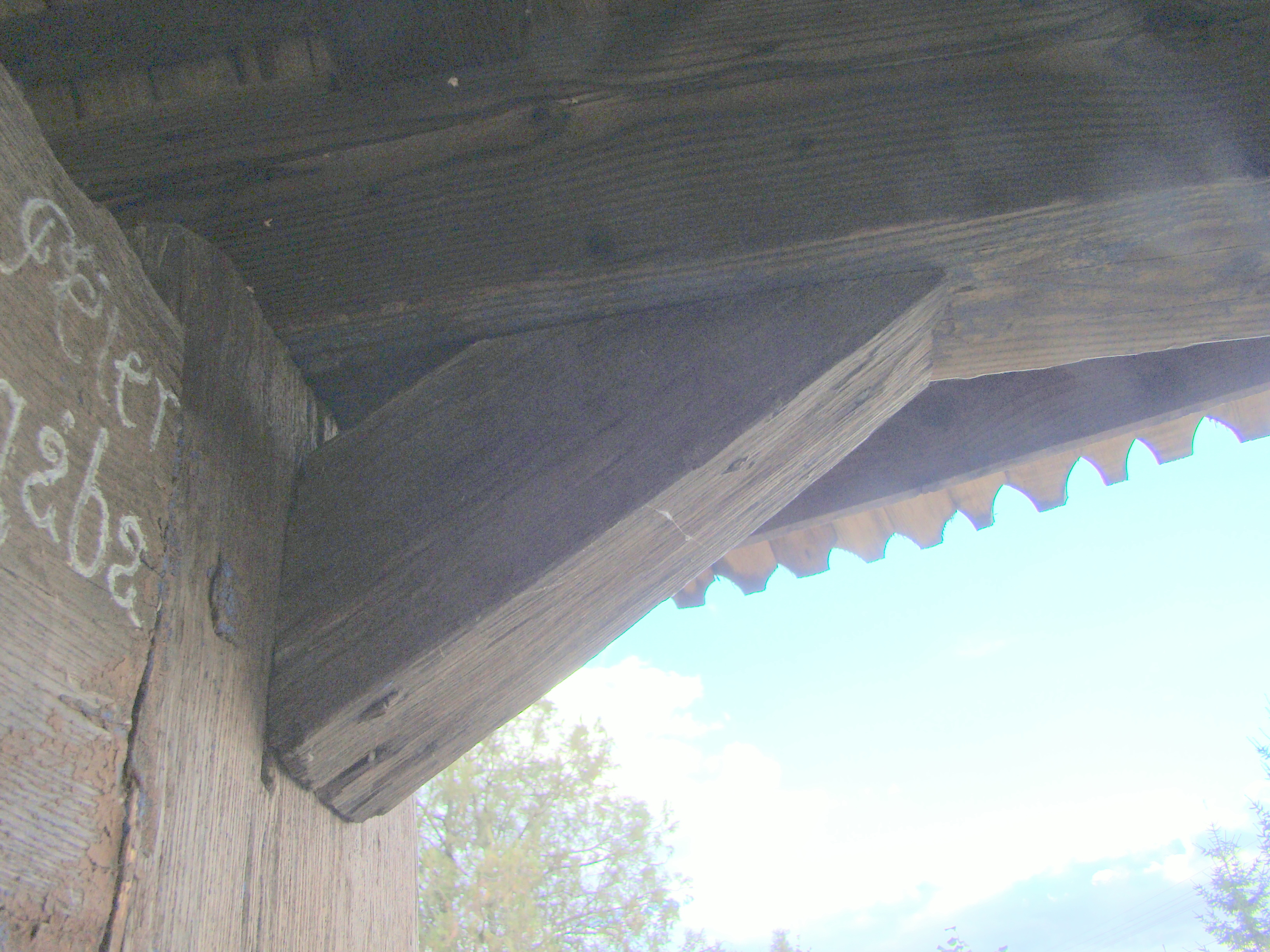
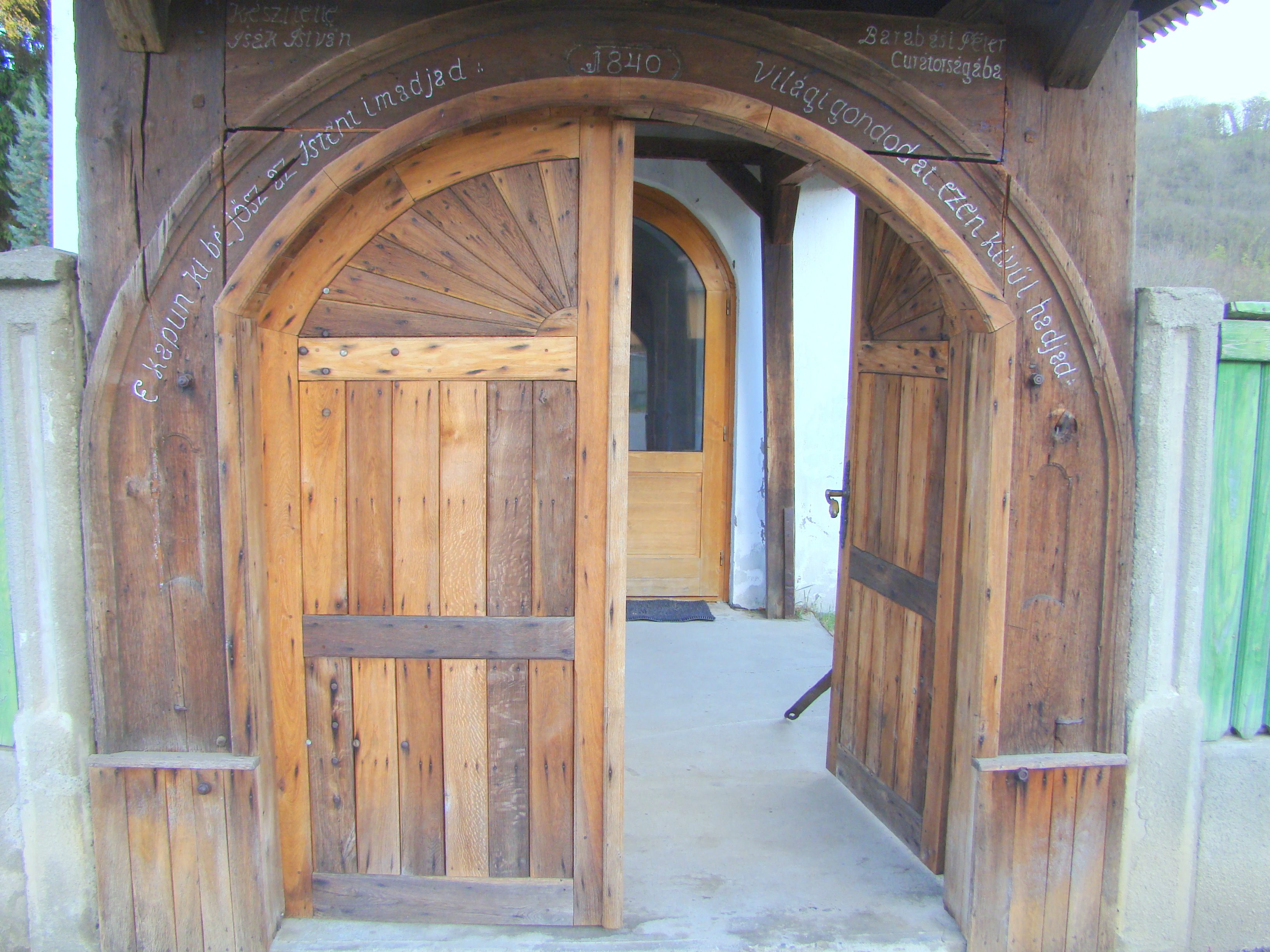
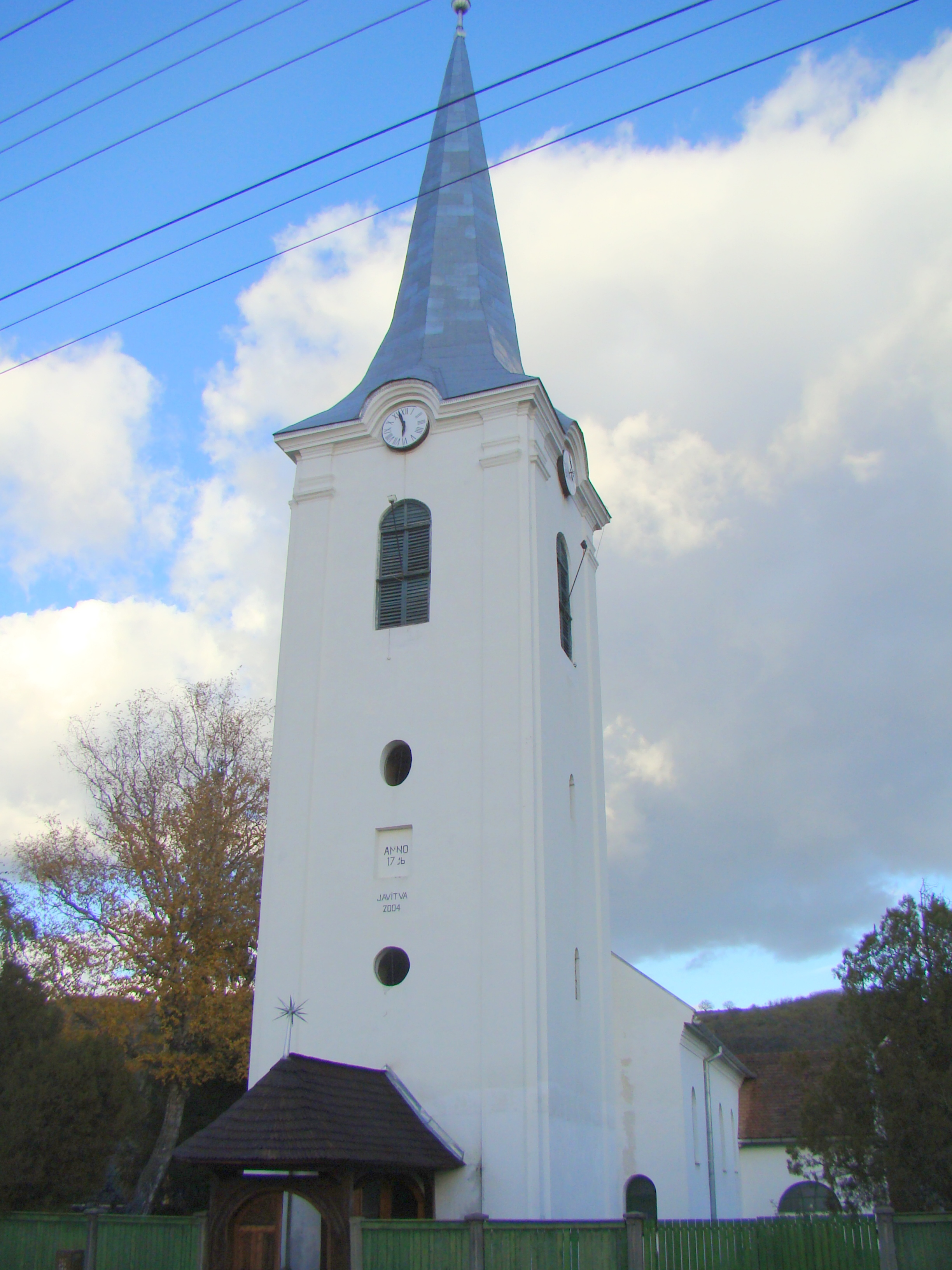
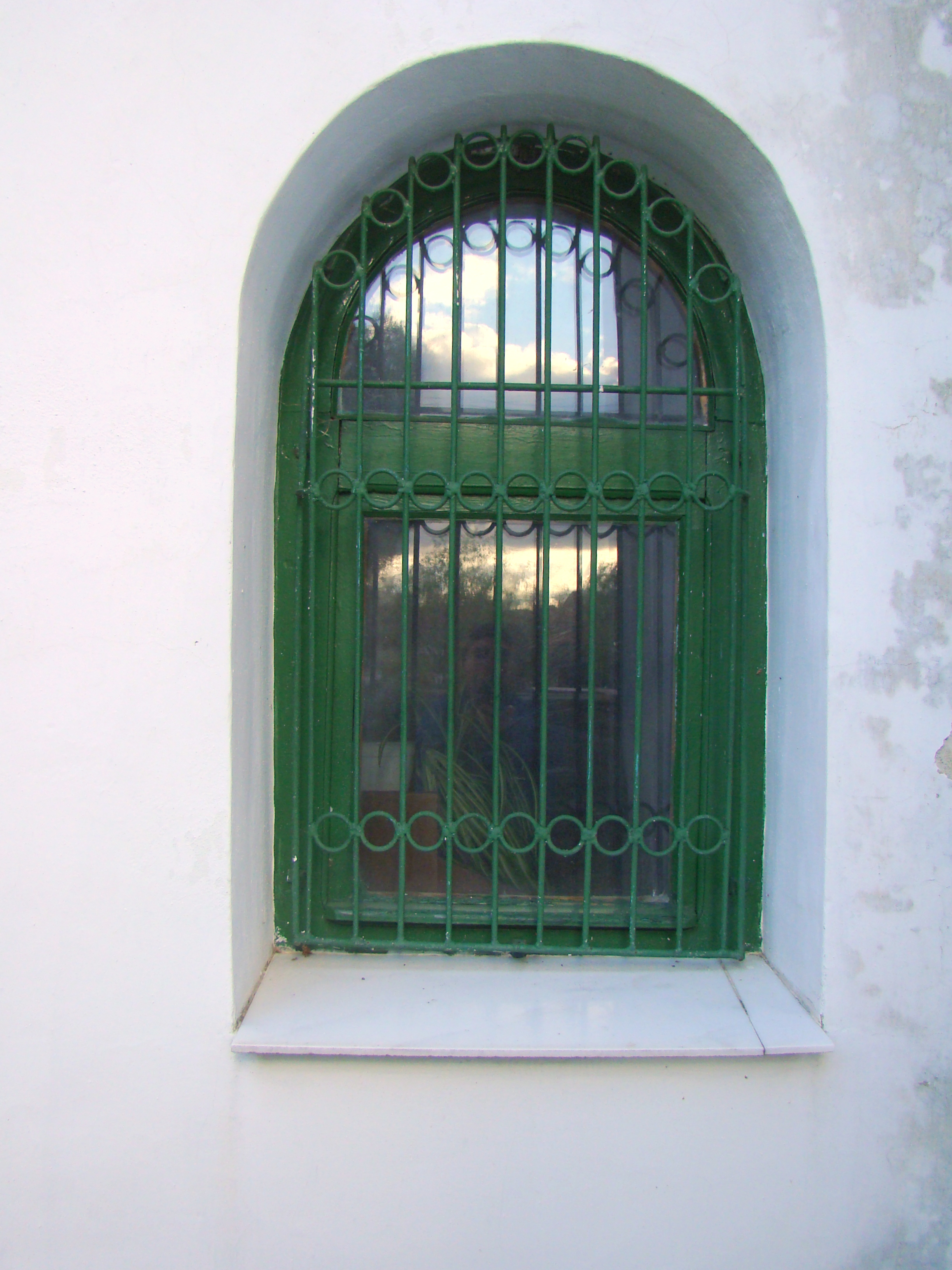
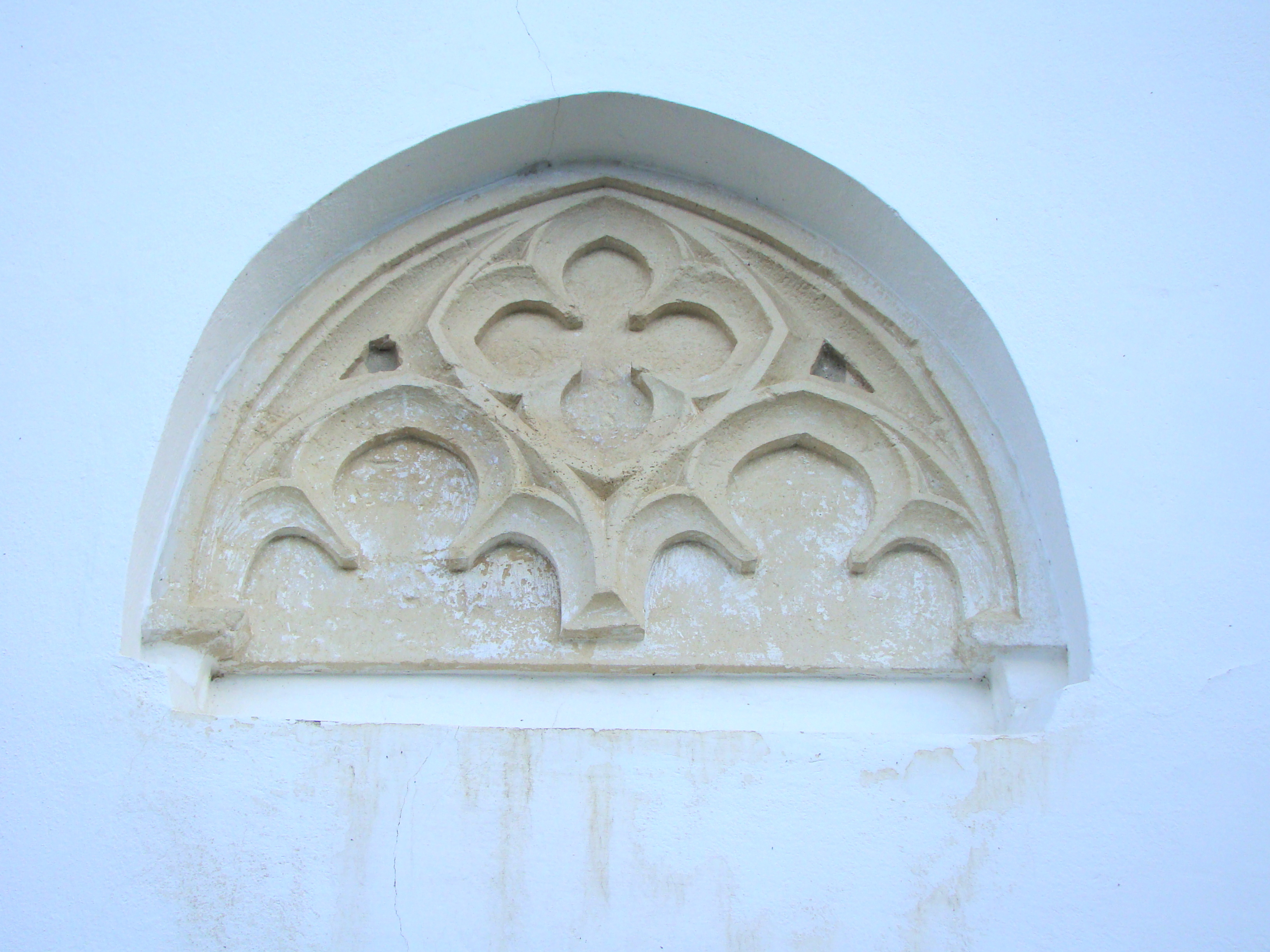
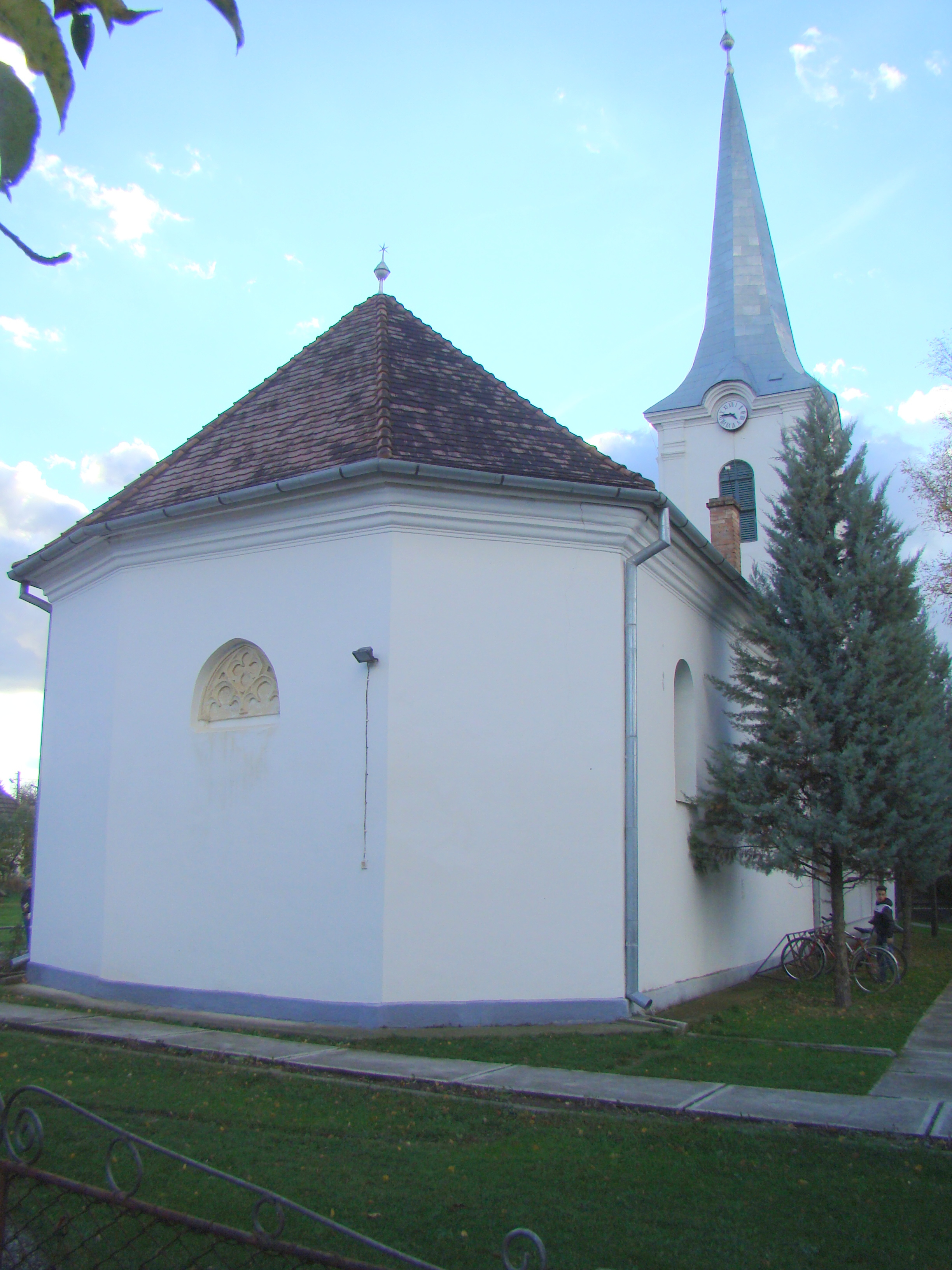
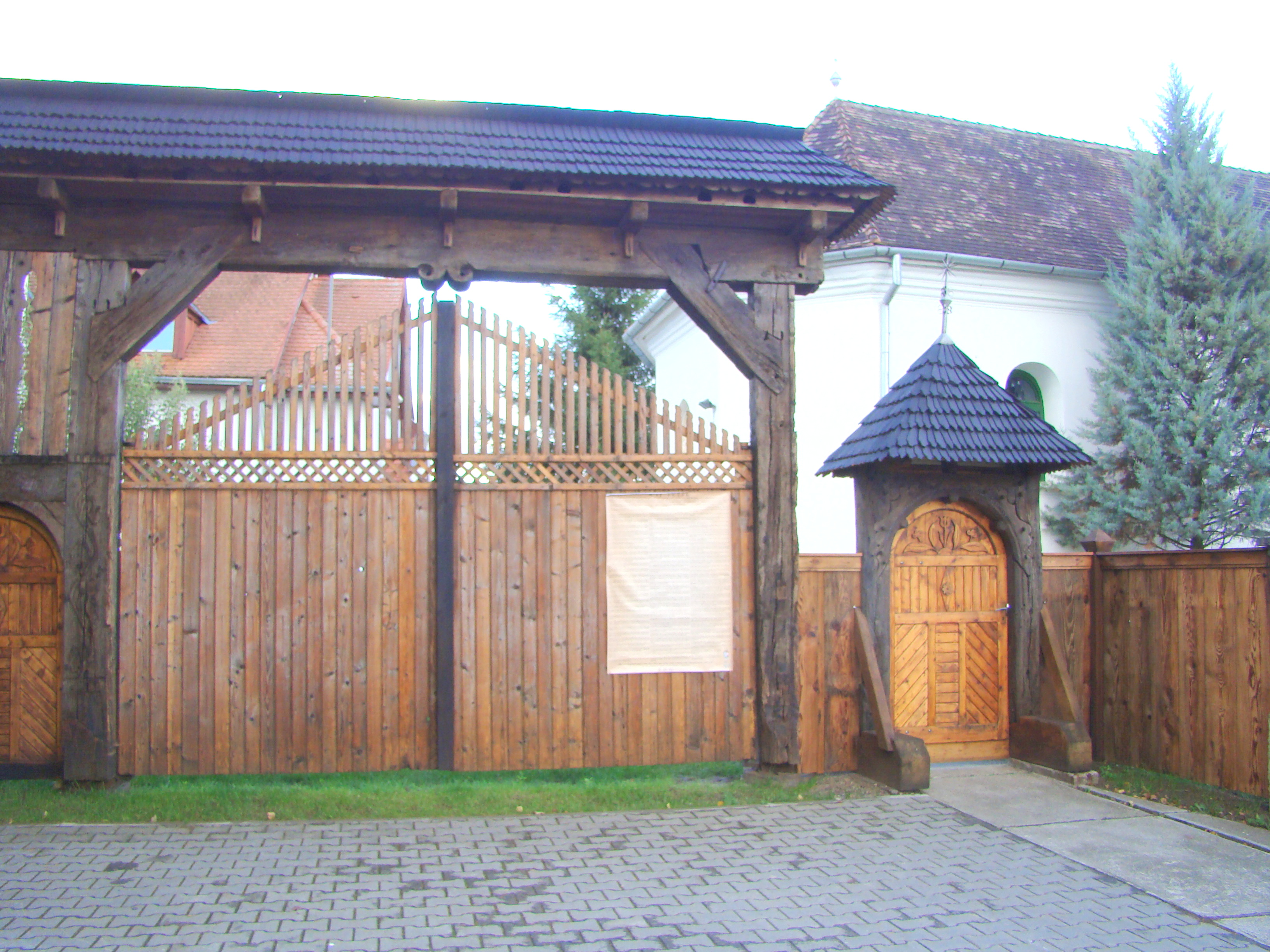
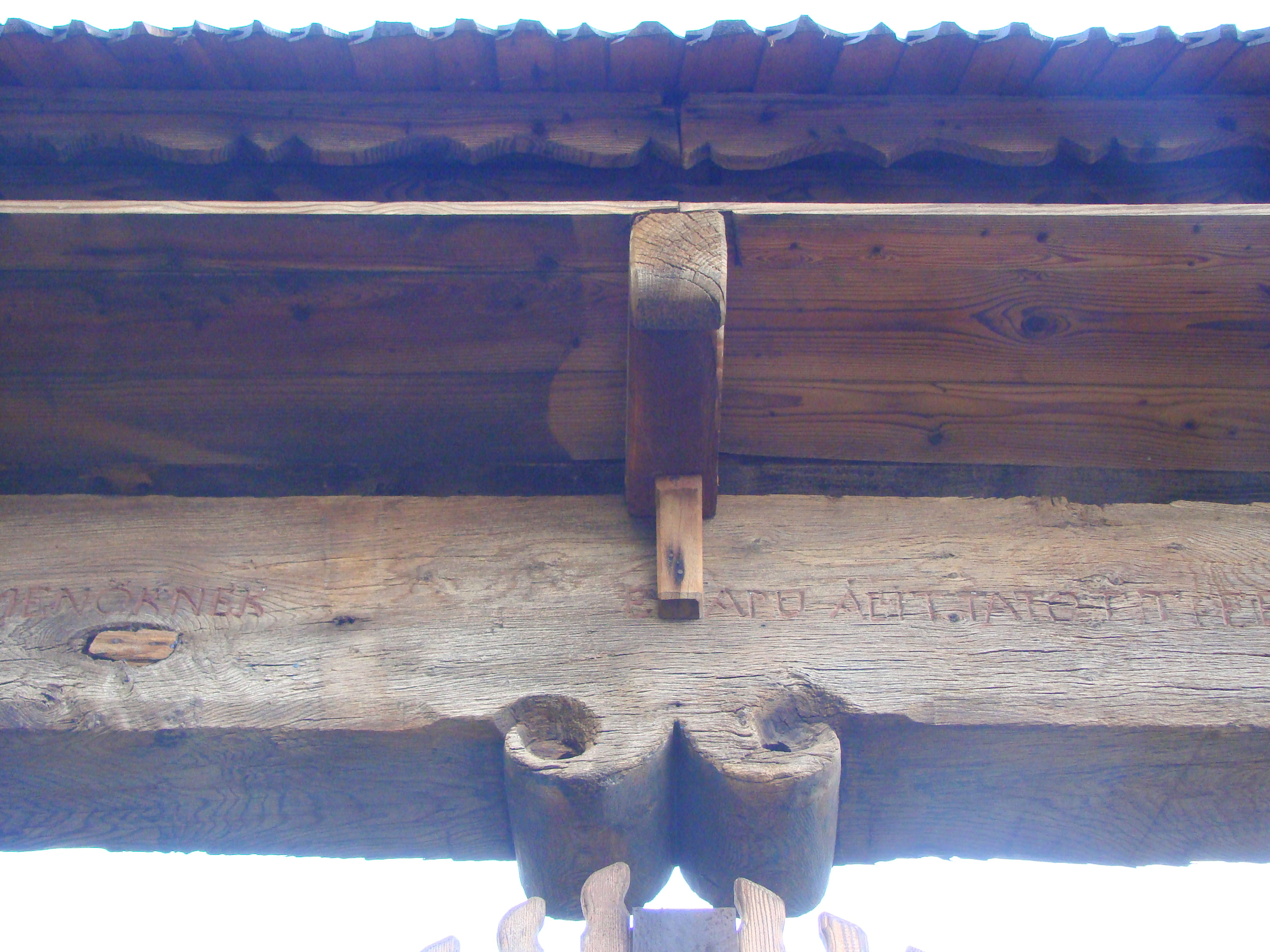
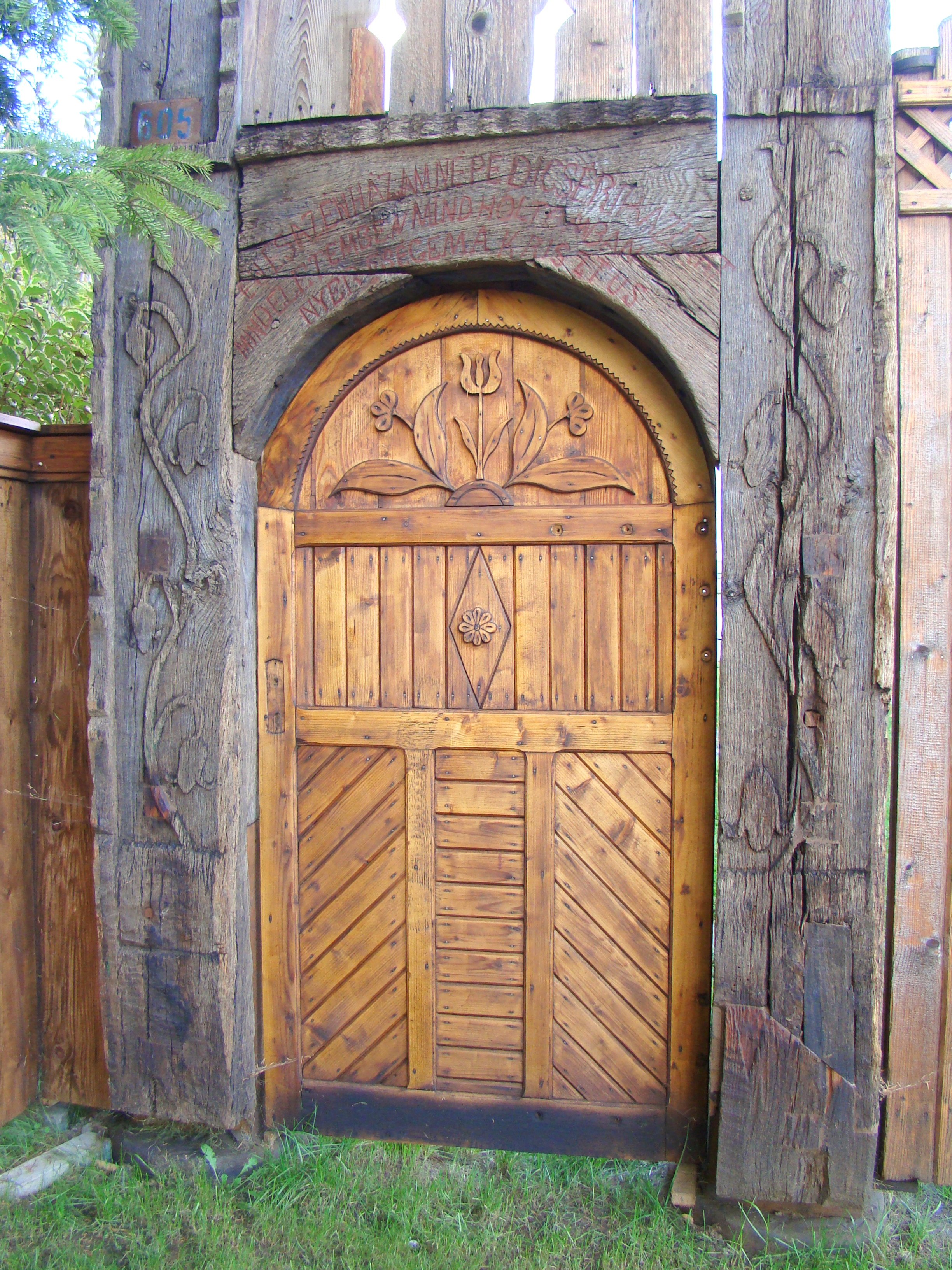
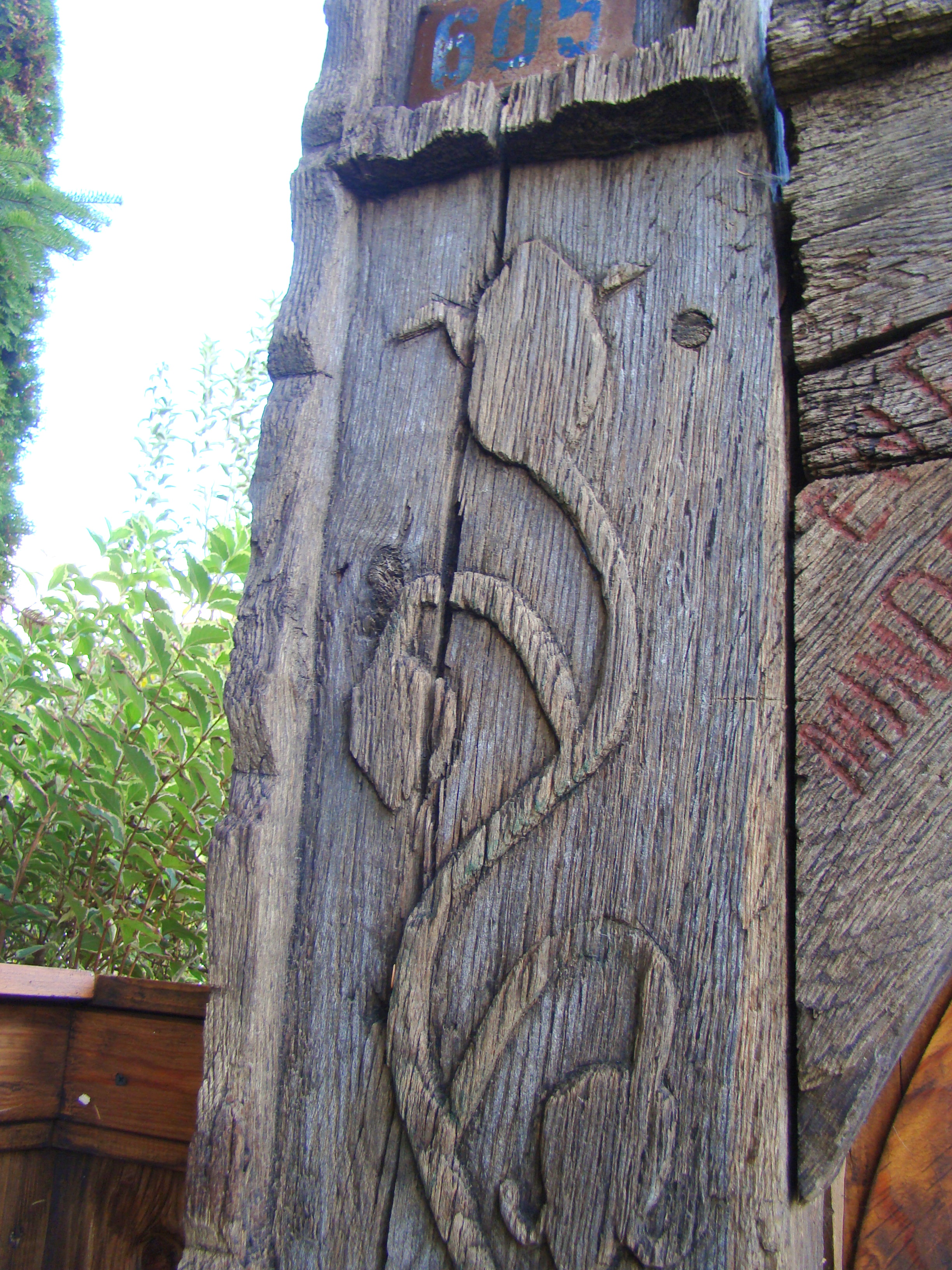
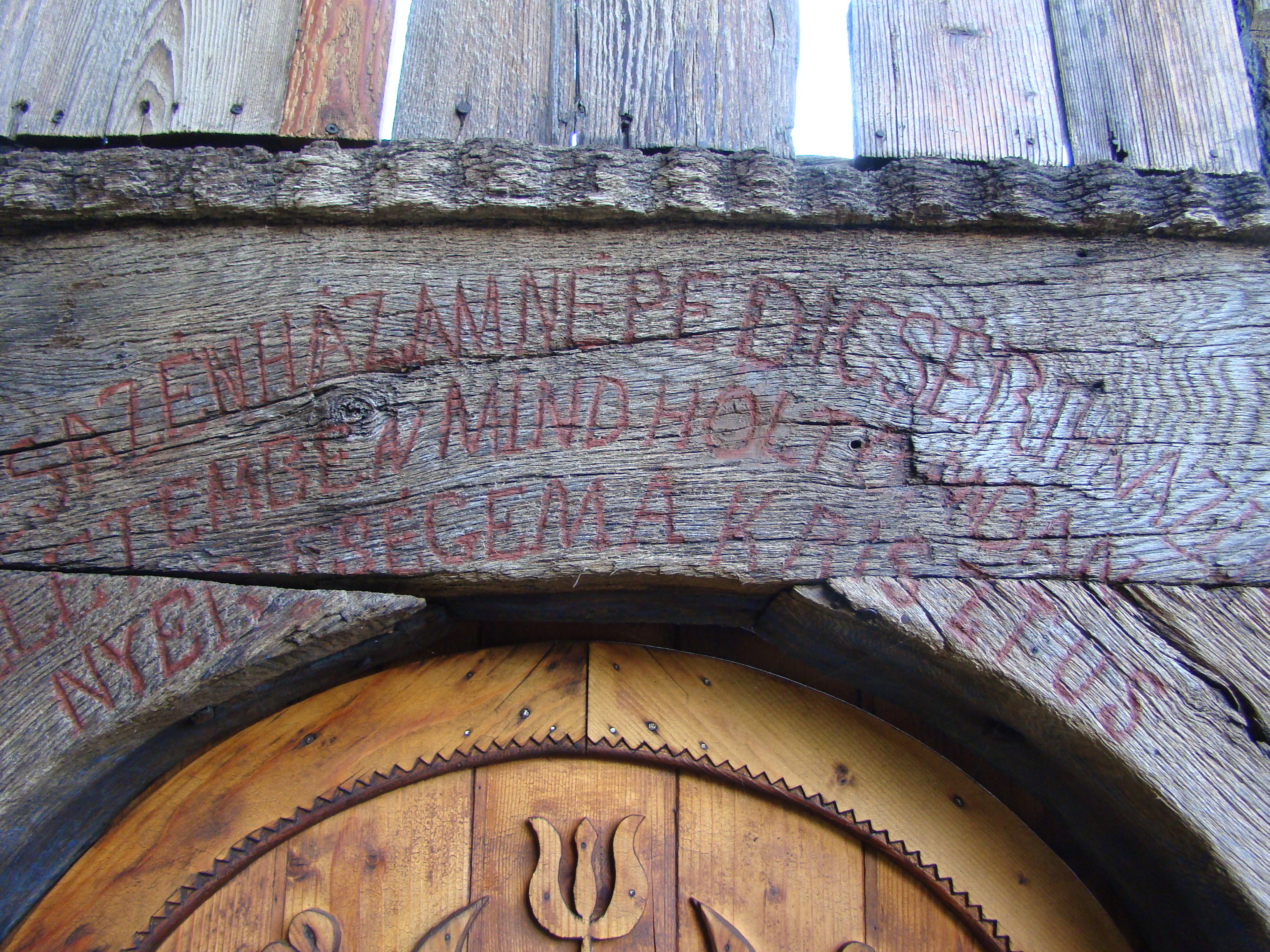
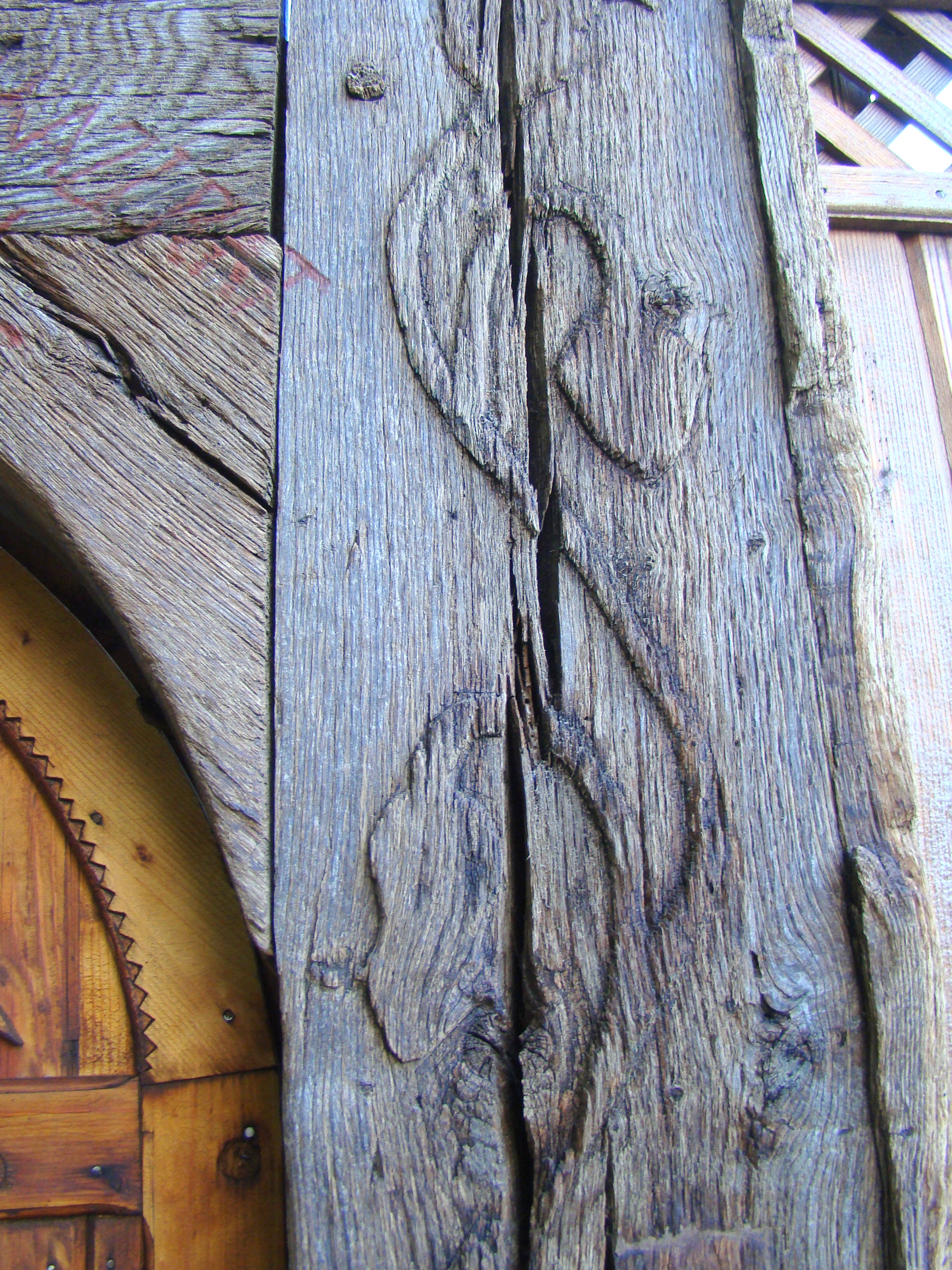
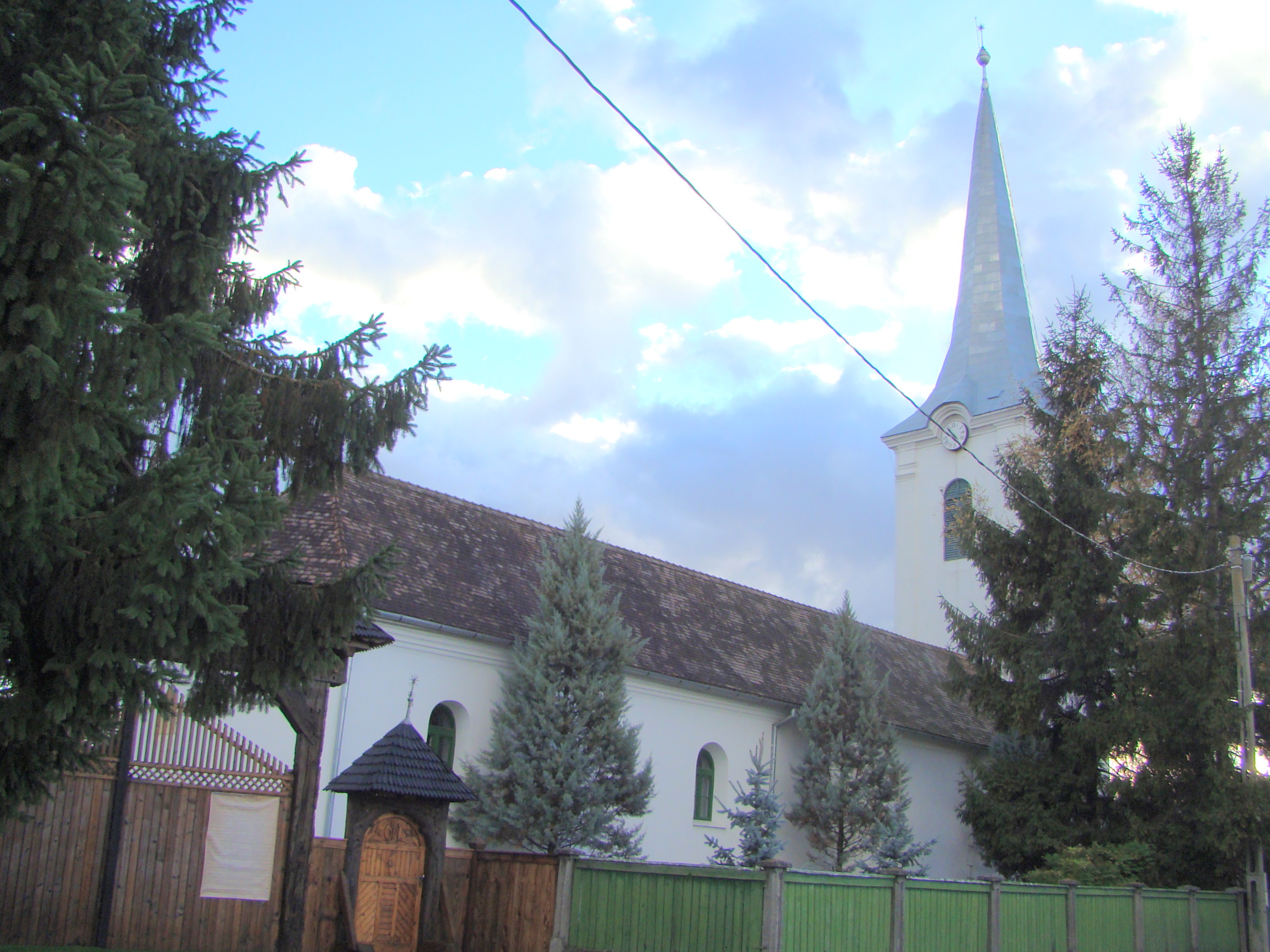
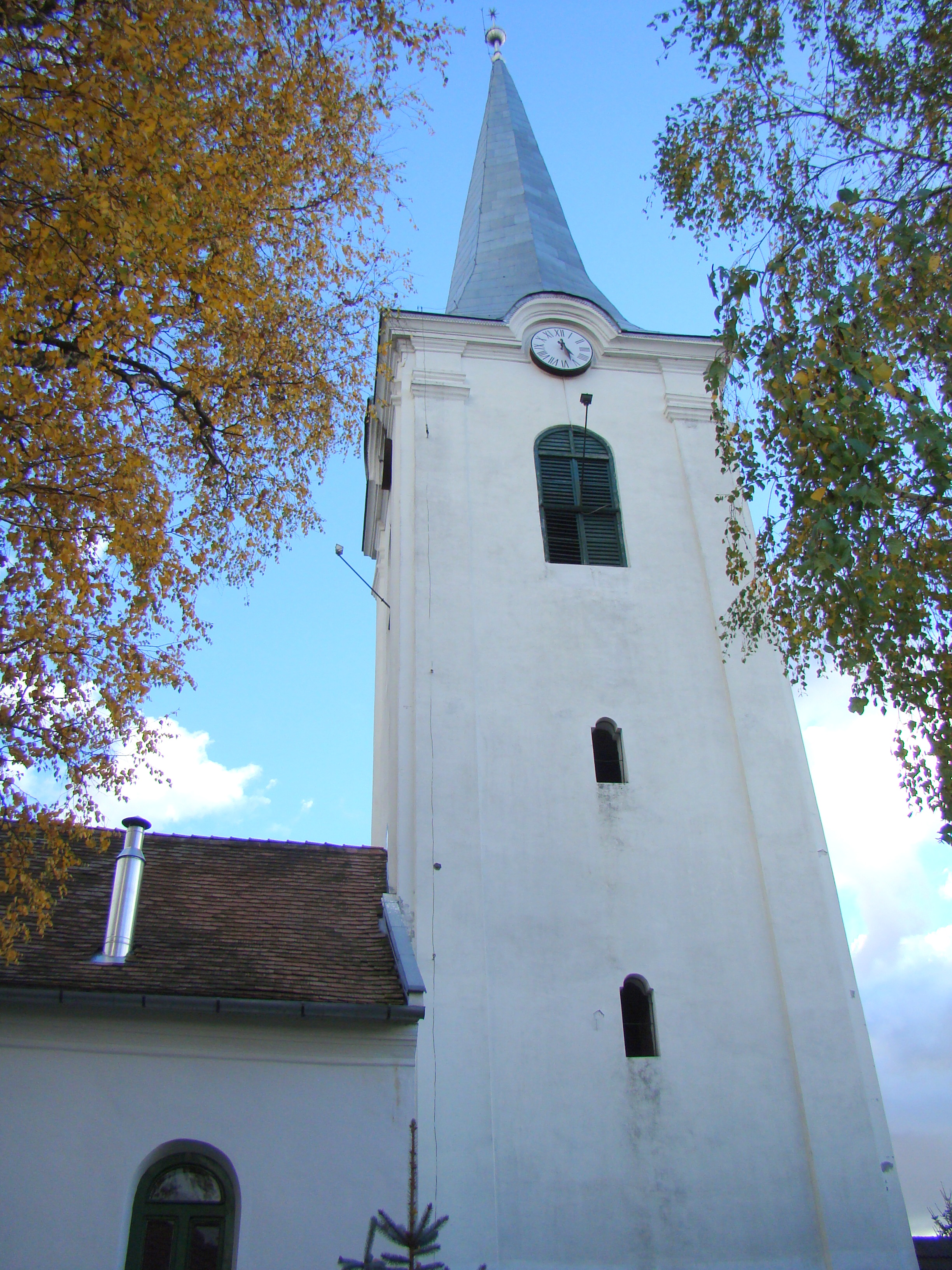
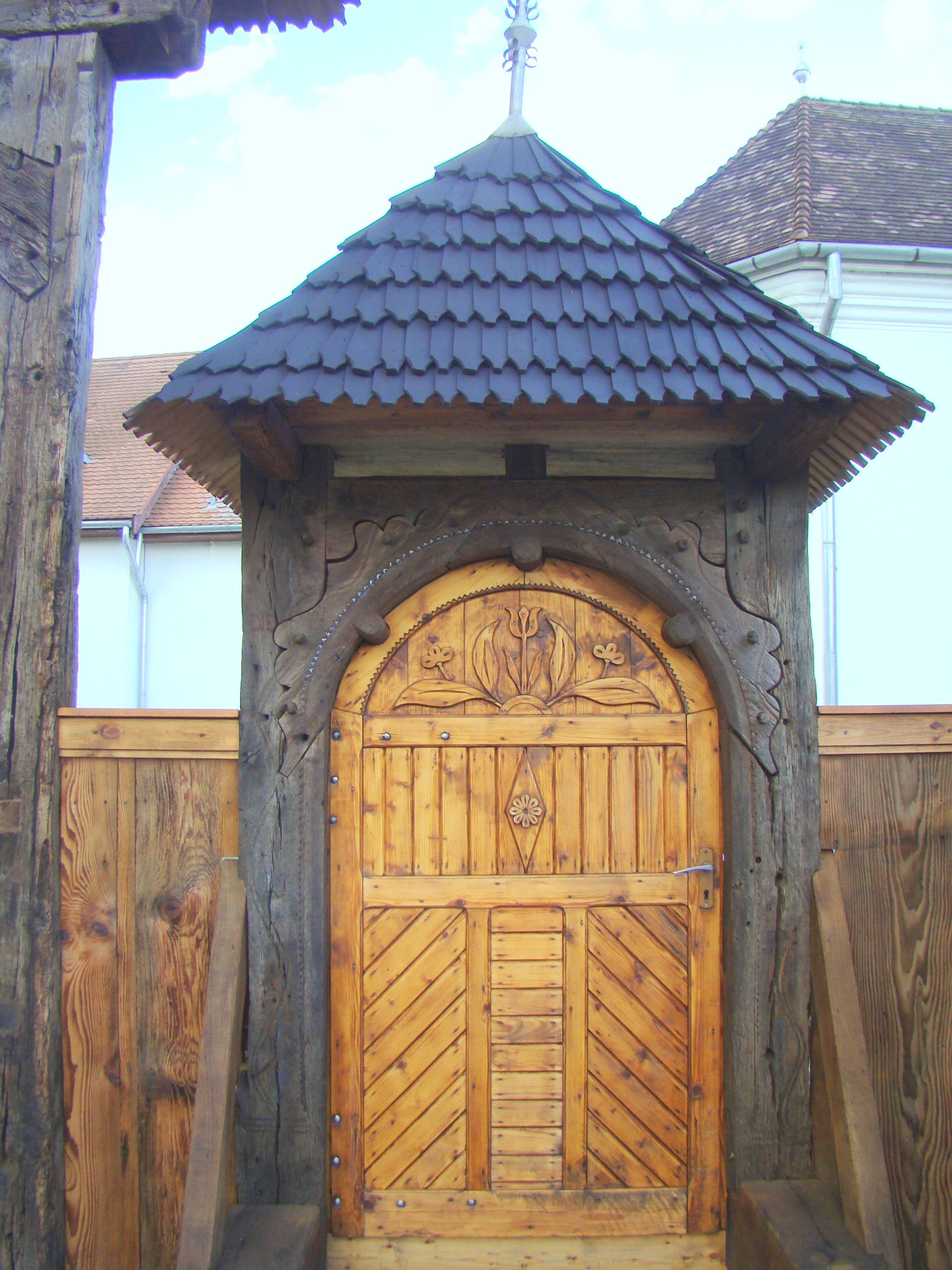
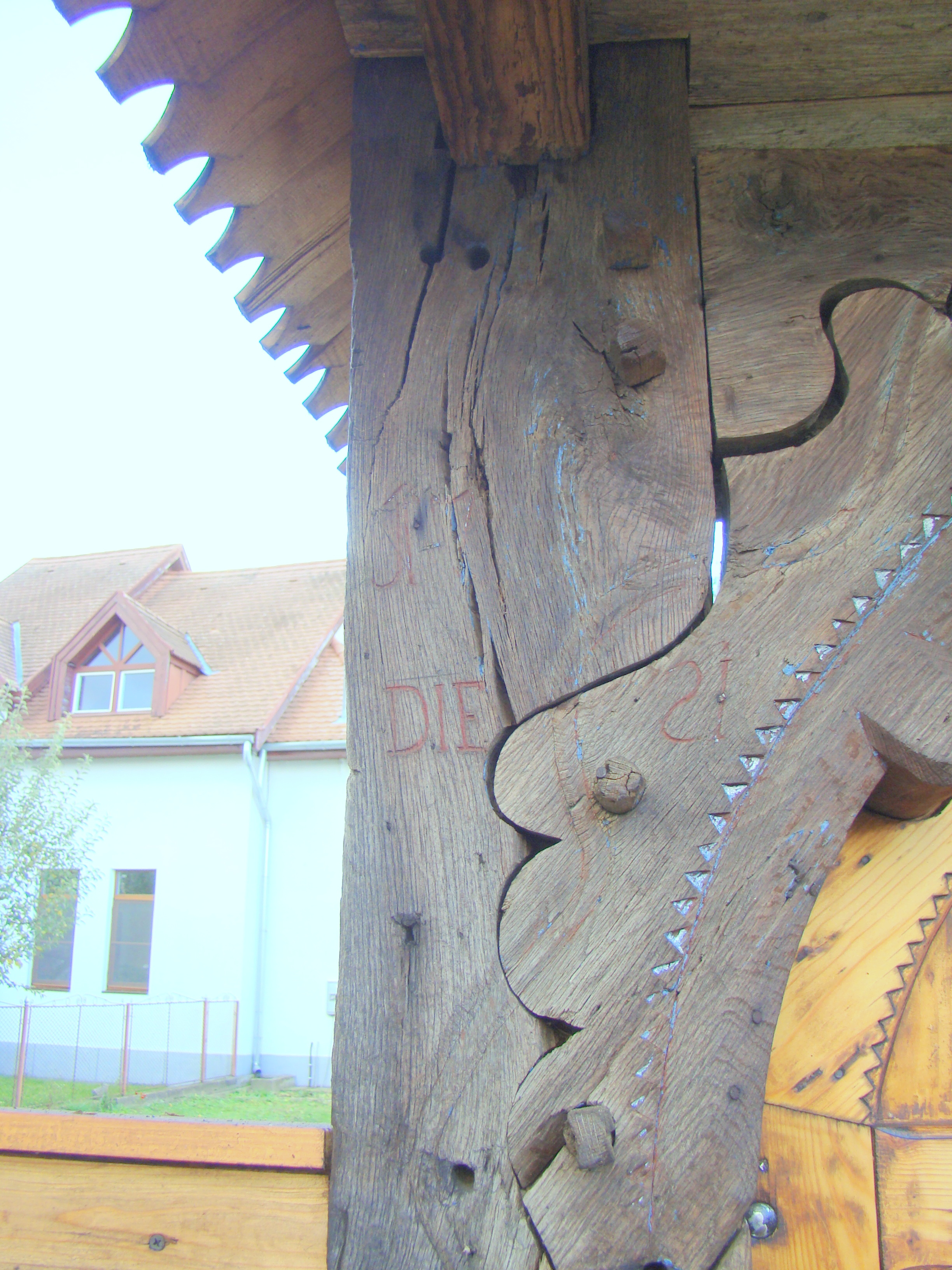
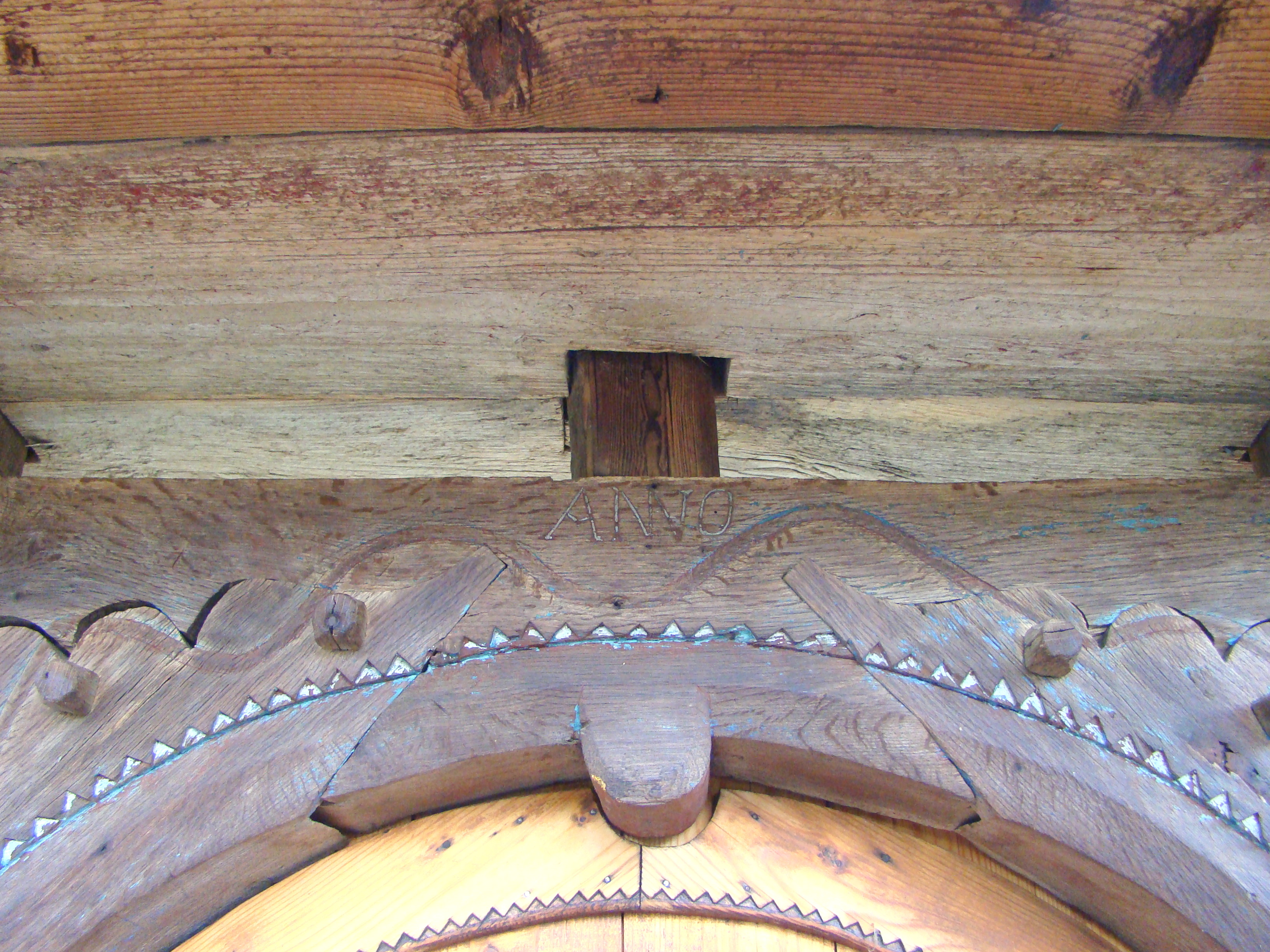
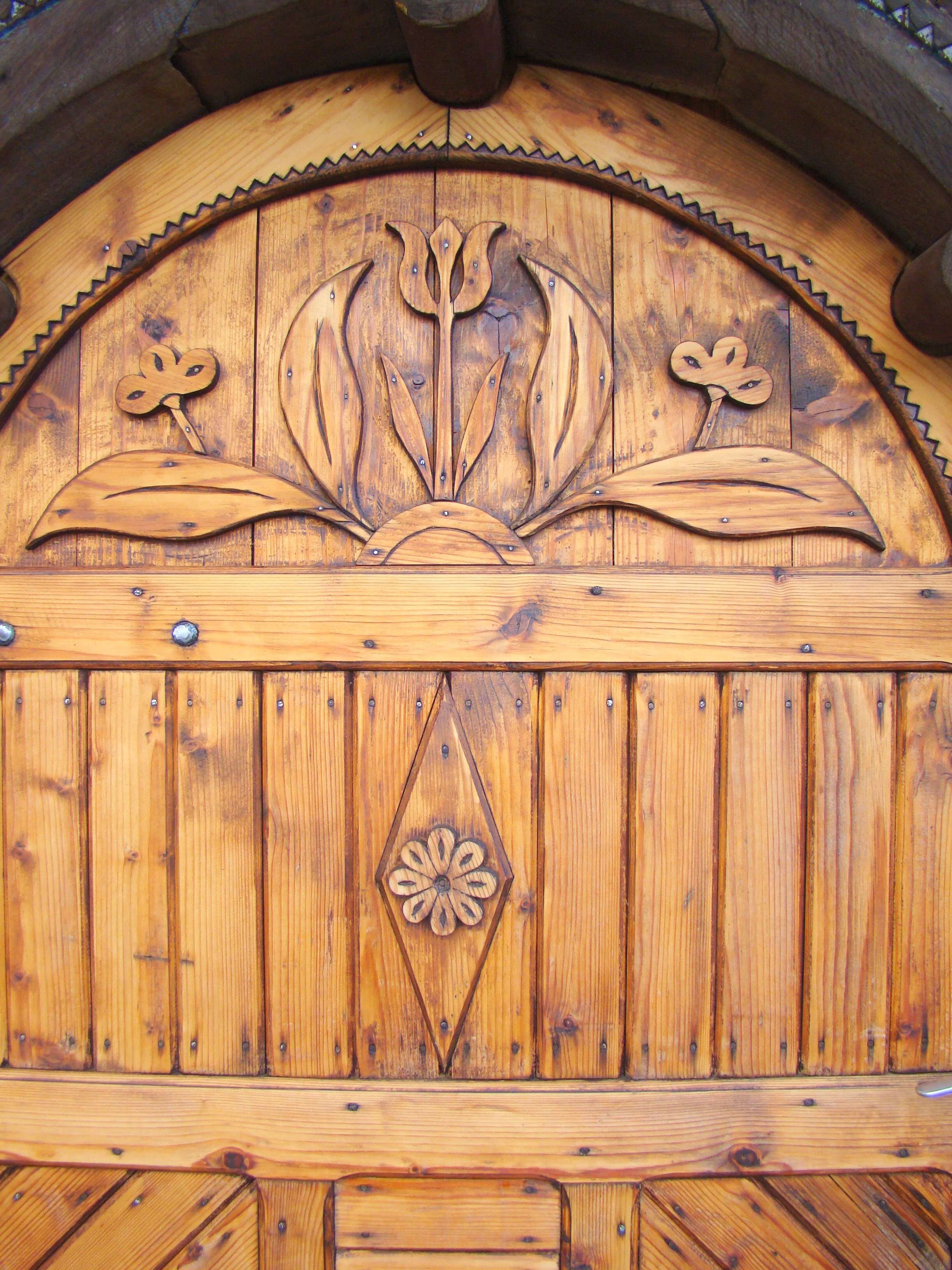
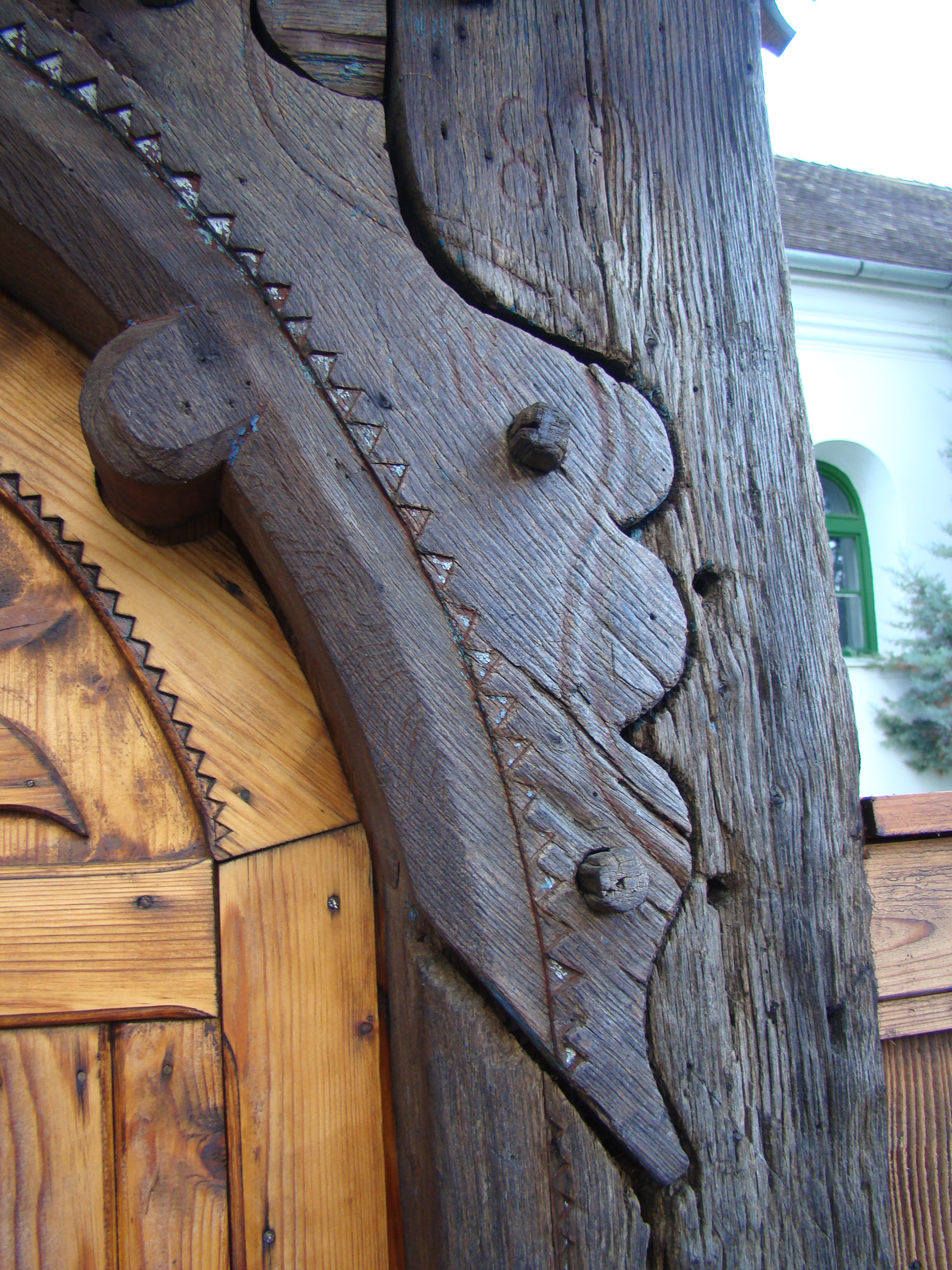